# Хосе Мухіка
Хосе Альберто Мухіка Кордано (ісп. José Alberto Mujica Cordano ісп. вимова: [xoˈse alˈbeɾto muˈxika koɾˈðano]; прізвисько pronounced: [ˈpepe]; 20 травня 1935, Монтевідео — 13 травня 2025, там само) — уругвайський політик, президент Уругваю у 2010—2015 роках.

## Біографія
У молодості брав участь у партизанському русі «Тупамарос», був схоплений і провів у в'язницях військової хунти 14 років.
1985 — його звільнили з відновленням в Уругваї демократії.
2005 — одружився з Лусією Тополанські, колегою по Сенату, лідером «Руху народної участі».
2005–2008 — був міністром тваринництва, землеробства та рибальства Уругваю, потім — сенатором.
Кандидат «Широкого фронту» на президентських виборах 2009. У 2-му турі виборів 29 листопада переміг свого головного конкурента і був обраний президентом Уругваю.
1 березня 2010 — вступив на посаду президента.
У квітні 2023 року Хосе Мухіка оголосив про рак стравоходу, який вдалося вилікувати. Однак пізніше виявили, що хвороба поширилася на решту тіла. У 2024 повідомив, що відмовляється від лікування раку, який поширився на печінку.

## Релігійні переконання
Релігійні переконання Хосе Мухіки стали об'єктом активного інтересу та спекуляцій з боку преси. У інтерв'ю ББС у листопаді 2012 року Хосе заявив: «Я не маю релігії, я вшановую природу». У листі до Уго Чавеса 11 грудня 2012 року, бажаючи йому видужання, Хосе уточнив, що хоча він «не є віруючим», він «попросить своїх друзів провести месу, щоб ті, хто хоче помолитися за здоров'я команданте, мали можливість зробити це у нашій країні». По завершенні меси він заявив: «Я відчуваю себе старим, і не знаю, чи зустрінуся з Богом, чи ні. Я не є віруючим (…) Всередині мого серця я не можу або не вмію вірити» Також він заявляв, що "поки що я не можу вірити в Бога (…) Якщо такий поважний пан існує, сподіваюся, що він подасть руку біднякам Латинської Америки, захищаючи здоров'я команданте (si tan importante señor existe espero que le dé una mano a los pobres de América Latina defendiendo la salud del comandante). Більшість згадок у пресі називають його атеїстом, проте за висловлюваннями він радше — агностик-пантеїст.

## Цікаві факти
Його називають «найбіднішим президентом світу» — він відмовився від належного президенту будинку, обравши натомість ферму дружини за межами столиці Монтевідео; віддає близько 90 % своєї місячної зарплатні ($12 000) на благодійність, відтак його дохід приблизно дорівнює доходу пересічного громадянина Уругваю — $775 місячно. 2010 у його щорічній майновій декларації стояла цифра $1800 — вартість його авто Volkswagen «Жук» 1987. 2012 додав половину статків своєї дружини — землю, трактори і будинок — на суму $215 тисяч. Це становить лише 2/3 майна, задекларованого віце-президентом Даніло Асторі, і 1/3 від суми, задекларованої попередником Мухіки — Табаре Васкесом.
Хосе Мухіка любить проводити час із псом, від чого отримує велике задоволення.
Кажуть, що він є вегетаріанцем, що є великою рідкістю серед президентів. Насправді це доволі неоднозначне твердження. У серпні 2009 Мухіка заявив: "Необхідно слідувати прозорим правилам, не ухиляючись ні ліворуч, ні праворуч […] Це те, що я казав: вегетаріанська партизанка (un
guerrillero vegetariano) (ідея, подібна до тієї, яку представив Хуан Домінго Перон, кажучи: «Я загальний пацифіст, так ніби травоядний лев». Місяцем пізніше, лондонський The Economist (Лондон) стверджував, що Мухіка є вегетаріанцем. Аналогічна інформація була повторена на сайті ББС. Інші медіа іспанською мовою повторюють цю помилку Також існують посилання, що свідчать, що Мухіка не є вегетаріанцем